# Tardive de Ciaculli (mandarine)
Hybride
Parent A de l'hybridation 
  Citrus sinensis 
×

Parent  B de l'hybridation 
  Citrus réticulata 
Classification phylogénétique
La Tardive de Ciaculli est un cultivar de mandarine palermitaine, endémique et devenue traditionnelle. Fruit de table de fin de saison, aromatique, sucré mais absents des grandes cultures à cause de ses graines, elle est sauvegardée grâce à sa labélisation Arche du gout de Slow Food. Son huile essentielle abondante présente des notes singulières.

## Dénomination
Elle est également nommée marzuddu, marzùddu (qui vient au mois de mars). UC Riverside la classe dans la famille des 'Avana' (groupe italien du type Willowleaf, mandarine commune méditerranéenne).
Ciaculli est un village de campagne de la commune de Palerme avec un grand verger d'agrumes dont la Tardive qui est également cultivée à Croceverde Giardina.
Son nom de tardive est dû à sa maturité décalée jusqu'à 2 mois par rapport aux autres communes, 6 à 8 semaines plus tard qu''Owari' (satsuma largement cultivée au XXe siècle).
Nom Binomial : Citrus reticulata Blanco cv. Mandarino Tardivo di Ciaculli ou Citrus reticulata cv. Avana Tardivo di Ciaculli.

## Histoire
Elle est un mutant spontané de mandarine commune apparu dans les années 1940. La tardive de Ciaculli apparait en 1955 dans la littérature (E. Zanini et F.G. Crescimanno. Nota sul mandarino Tardivo di Ciaculli) comme mandarine tardive de taille relativement petite. En 1973, la Gazzetta Ufficiale della Repibblica Italiana la mentionne dans les cultivars sélectionnés pour la reconversion de vergers de «mandarines ne possédant pas de caractéristiques qualitativement intéressantes» aux côtés des clémentines 'de Nules' et 'Oroval', de Tangelo et de Satsumas. Le développement de la production décline à partir des années 1960, en effet le relief ne permet pas l'utilisation des machines et les coûts ne sont plus concurrentiels, l'urbanisation réduit les terres horticoles et enfin les consommateurs préfèrent les mandarines sans pépins.

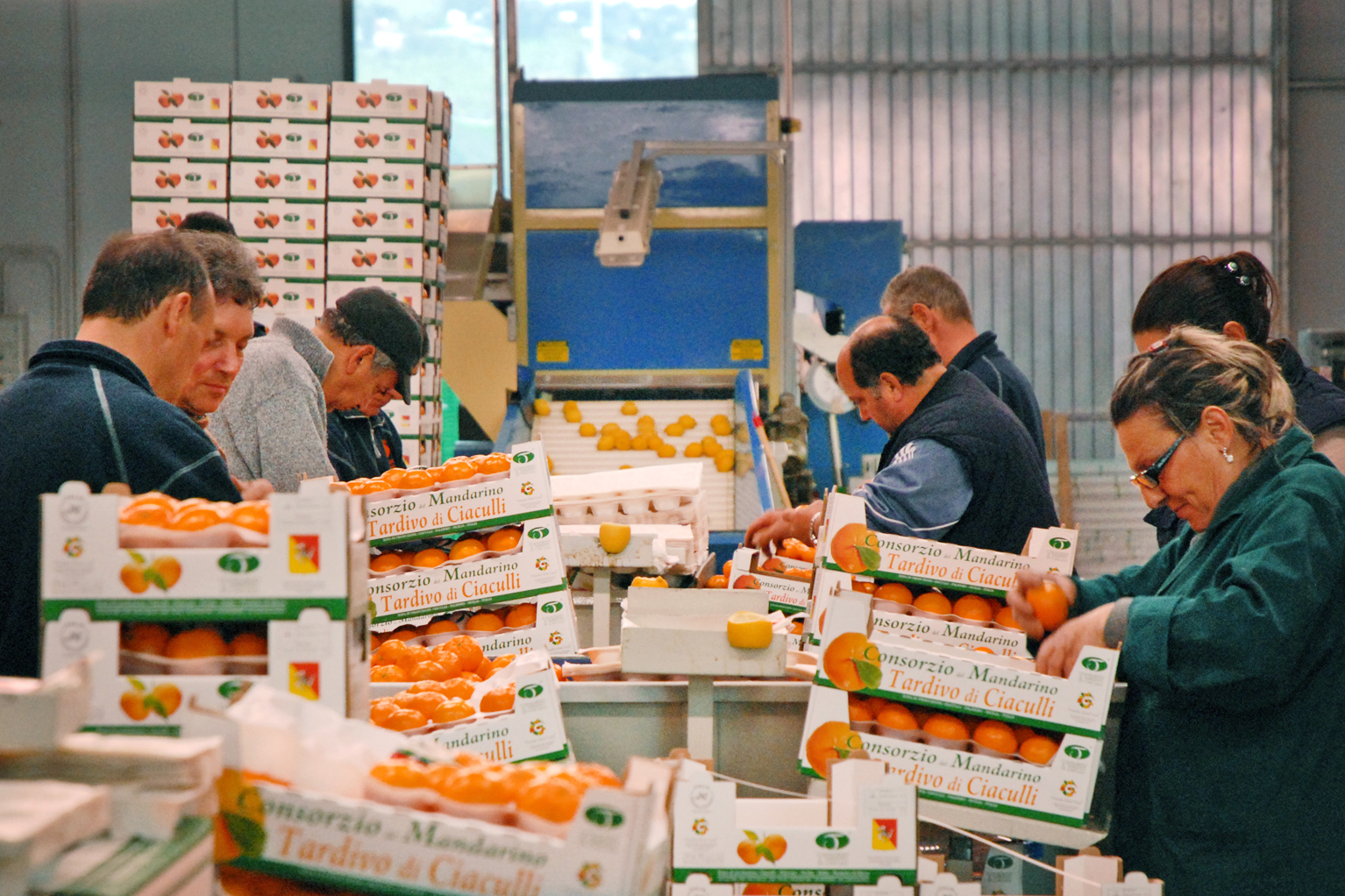
Consorzio di Mandarino Tardivo di Ciaculli: Conditionnement des mandarines

En 1997, elle est introduite aux États-Unis depuis la Corse. En 1999, le Consortium Il Tardivo di Ciaculli est mis en place autour de 50 producteurs artisanaux à l'initiative de Sentinelle du goût de Slow food qui la certifie afin de promouvoir, protéger, valoriser et développer la culture du fruit dans la Corne d'Or de Palerme. En 2000, elle est mentionnée comme une ancienne variété parmi les plus populaires de mandarine, il restait 80 ha en culture en 2012.
En 2000, le Ministère de l'agriculture lui a attribué le label Prodotto Agroalimentare Tradizionale siciliano.

## Description
La plante est un mandarinier moyen (3 m de haut).
Le fruit est de taille moyenne (4 cm de diamètre, 75 à 90 g), l'épicarpe est fin (3 mm d'épaisseur) avec la présence de nombreuses glandes à huile essentielle aromatique. Elle est facile à peler. Elle a un rapport sucre/acide agréable. Le parfum est qualifié de robuste, le goût sucré, piquant et puissant, «unique par sa saveur et son arôme».
Le fruit quoique peu diffusé est apprécié dans la cuisine sicilienne: dans le panettone, en sorbet, avec le chocolat (Tardive confite à la fleur de sel), en liqueur, en confiture et gelée.

## Huile essentielle

### Fruit
Le rendement est remarquablement élevé (>5 %). L'analyse de diverses HE industrielles (2009) a montré un bonne cohérence dans la composition avec par ordre d'importance des composés volatils: limonène (70,5 %), γ-terpinène (19,5 %), α- et β-pinène (2,4 et 1,7 %) et myrcène (1,7 %). La présence significative de méthyl N-methylanthranilate (0,4 %) et d'α-sinensal (0,3 %) est spécifique.

François Luro et al. (2023) ont caractérisé la composition dans une vaste étude comparative de 69 mandarines et assimilées. Le contenu en limonène est faible seulement dépassé par 'Kunenbo' (63 %), 'Ben di gang ju' satsuma, Tangor 'H56' (55 %) et le plus bas shikuwasa (54 %), à l'opposé la très forte présence de γ-terpinène est exceptionnelle un peu moins que shikuwasa (23 %), autant que 'Clemendor', 'Tightskin'. Le N-méthylanthranilate de méthyle est présent comme dans 'Clemendor', 'Imperial', 'SE' et tangor 'A68' alors qu'il est absent des autres mandarines. Le p-cymène (2 %) est significatif alors qui n'est pas fréquent (sauf chez shikuwasa (9 %). Les auteurs regroupent 8 cultivars autour de la Tardive de Ciaculli contenant tous peu de limonène des niveaux importants de p-cymène, α-pinène et γ-terpinène à côté de 2 individualités: le shikuwasa et le petit et précoce Tangor H-56. 

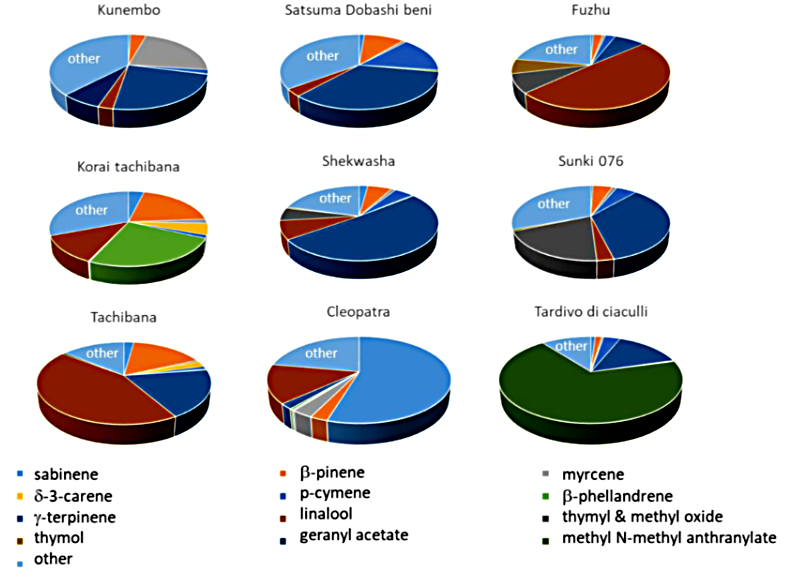
Le petit-grain de la tardive de Ciaculli est puissant et singulier dominé par l'anthranilate de méthyl-n-méthylanthranilate (Fr. Luro et al. 2023)

### Feuille
Le petit-grain contient une très forte proportion d'anthranilate de méthyl-n-méthylanthranilate (68,7 %) alors que ce pourcentage est <0,5 % chez la plupart des mandarines), sa note évoque clairement l'orange et la mandarine (il est soumis à des restrictions dans les usages cosmétiques), le second composant est le γ-terpinène (14 %, proportion fréquente). On note très peu de  β-pinène (1,4 %) et pas de  β-phéllandrène.